# Rubież (rejon homelski)
Rubież (biał. Рубеж; ros. Рубеж, Rubież) – osiedle na Białorusi, w obwodzie homelskim, w rejonie homelskim, w sielsowiecie Ciareniczy.